# Progimnazjum w Nowej Rudzie
Progimnazjum w Nowej Rudzie – budynek wzniesiony w 1909 r. w Nowej Rudzie.

## Historia
Progimnazjum wybudowano w stylu neoklasycyzmu połączonego z neobarokiem, odwołującym się do czasów panowania: Fryderyka I Pruskiego, Wilhelma I Pruskiego, Fryderyka II Wielkiego, Wilhelma II Pruskiego. W czasie II wojny światowej mieściło szpital wojskowy. We wrześniu 1945 r. w obiekcie rozpoczęło działalność liceum ogólnokształcące. W 1946 r. liceum otrzymało imię Henryka Sienkiewicza z okazji 100 rocznicy urodzin noblisty. W 1966 r. podzielono jedenastkę na szkołę podstawową i liceum ogólnokształcące.  W czerwcu 1974 r. nastąpiła przeprowadzka liceum do nowej siedziby przy os. Piastowskim 17. We wrześniu 1999 r. inauguracją nowego roku szkolnego zapoczątkowało pracę Gimnazjum nr 1 im. Zjednoczonej Europy.  W związku z reformą edukacji 1 września 2017 w tym budynku rozpoczęła kształcenie ośmioletnia Szkoła Podstawowa nr 2.